# Anna-Greta Leijon
Anna-Greta Leijon, née le 30 juin 1939 à Stockholm et morte le 11 avril 2024 dans la même ville, est une femme politique, députée et ministre suédoise. 
Sa carrière ministérielle s'arrête brutalement en 1988 lorsqu'éclate, en marge de l'enquête sur l'assassinat d'Olof Palme, l'affaire Ebbe Carlsson.

## Biographie

### Jeunesse
Anna-Greta Leijon est la fille d'un gardien de la prison de Långholmen à Stockholm. Élève au lycée de Sveaplan, elle rejoint l'association antialcoolique des jeunes étudiants suédois (SSUH). Durant l'été 1958, elle voyage à travers la France en auto-stop. Après son baccalauréat, elle commence à travailler au sein de la SSUH, et entame à l'automne 1960 des études de sciences politiques à l'université d'Uppsala. Elle devient membre de l'association étudiante sociale-démocrate Laboremus, et présidente du cercle des étudiants antialcooliques. Son mémoire de sciences politiques traitant du régionalisme basque, elle voyage en 1961 à travers le pays basque. En 1963, elle est employée au siège du Congrès national africain à Londres.
En mars 1963, Anna-Greta Leijon est embauchée comme permanente chargée des questions sociales au sein de l'union des étudiants d'Uppsala, où elle travaille notamment aux côtés de Birgitta Dahl. À l'association des étudiants socio-démocrates, elle fait la connaissance d'Anders Leion, un élève de l'école de commerce de Stockholm, avec qui elle emménage bientôt dans la capitale. Elle met un terme à ses études de sciences politiques et de sociologie avant d'avoir passé ses examens.

### Carrière politique
En 1964, Anna-Greta Leijon entre comme assistante à la direction nationale du travail (AMS) à Stockholm, où elle s'emploie à rendre l'accès des femmes au marché du travail plus facile. À l'automne, elle donne naissance à sa fille Britta, et la petite famille emménage dans un appartement de Kallhäll, dans la commune de Järfälla. En plus de son travail à l'AMS, Leijon devient présidente de l'association des étudiants socio-démocrates en février 1965. À Järfälla, elle prend part à la vie communale, et devient membre de la direction des établissements scolaires. En 1970, elle est élue au conseil général de Stockholm sous la bannière du parti social-démocrate. C'est également en 1970 que prend fin sa relation avec Anders Leion.
En janvier 1973, Anna-Greta Leijon prend la tête de la délégation à l'égalité au sein du cabinet du Premier ministre Olof Palme. Lors du scrutin législatif de septembre la même année, elle devient députée. Avant même d'avoir fait ses débuts sur les bancs du parlement, elle est nommée au poste de ministre adjointe à l'Emploi au sein du gouvernement Palme I. En tant que ministre, Leijon est responsable de la formation professionnelle et des mesures en faveur des travailleurs handicapés, mais aussi de la politique d'immigration et de la législation anti-terroriste. Ce dernier point l'amène en 1975 à gérer l'extradition controversée vers l'Allemagne de cinq membres de la fraction armée rouge, auteurs d'une prise d'otages à l'ambassade d'Allemagne de l'Ouest à Stockholm, malgré leurs multiples blessures.
En septembre 1975, Anna-Greta Leijon se marie avec Leif Backéus. Lors des élections législatives de 1976, qui voient la défaite des socio-démocrates, elle conserve son siège et entre comme suppléante à la commission du travail de l'assemblée, dont elle devient ensuite vice-présidente. En mars 1977, le service de sûreté de l'État (la Säpo) déjoue l'opération Leo, un projet d'enlèvement planifié par un citoyen allemand, Norbert Kröcher. Il s'agissait de kidnapper l'ancienne ministre pour faire pression sur le gouvernement ouest-allemand, et obtenir la libération des membres de la fraction armée rouge extradés après la prise d'otages à l'ambassade d'Allemagne de l'Ouest. Lorsque les socio-démocrates reviennent au pouvoir en 1982, Anna-Greta Leijon est nommée ministre de l'Emploi. À ce poste, elle met en place entre autres une réforme de la prise en charge des jeunes chômeurs, et une hausse des cotisations chômage. En 1984, elle est aussi nommée au poste de présidente de l'Organisation internationale du travail, une agence de l'ONU.

### Ministre de la Justice
Après un passage dans l'ensemble réussi en tant que ministre de l'Emploi, Leijon devient ministre de la Justice en 1987, à l'appel du Premier ministre Ingvar Carlsson. C'est alors la première fois qu'un ministre de la Justice suédois n'est pas juriste de formation. Elle se consacre à des réformes pour renforcer la protection des victimes, ainsi qu'à la Lex Bratt, une loi sur la protection des secrets industriels. Mais en mars 1988, Leijon est informée par l'ancien ministre Carl Lidbom d'une théorie sur l'assassinat d'Olof Palme, qu'il tient lui-même de l'éditeur Ebbe Carlsson. Selon Carlsson, l'assassinat est l'œuvre du PKK, et a été commandité par le gouvernement iranien. Au début du mois de mai, Leijon fournit à Ebbe Carlsson une lettre de recommandation, destinée à être utilisée pour des investigations au Royaume-Uni. L'affaire Ebbe Carlsson éclate le 1er juin, lorsque le quotidien Expressen révèle le rôle de l'éditeur dans le travail d'enquête, et l'existence de la lettre de recommandation. Le comportement de Leijon soulève un vent de critique, et faisant face à un vote de défiance au parlement, elle est contrainte à la démission.

### Après les ministères
Aux élections législatives de 1988, Anna-Greta Leijon est une nouvelle fois élue, et elle prend la tête de la commission des finances du parlement. Mais en avril 1990, le gouvernement Carlsson II présente un budget de crise, avec le soutien du parti du peuple. Une promesse électorale chère à Leijon, la création d'un système d'allocations parentales, passe à la trappe. En signe de protestation, l'ancienne ministre quitte la commission des finances.
Après sa carrière politique, Anna-Greta Leijon occupe plusieurs postes de direction dans des institutions d'état, entre autres à la tête de la télévision publique (Sveriges Television). En 1995, elle succède à Hans Alfredsson à la présidence du musée de plein air de Skansen, un poste qu'elle occupe jusqu'au 31 août 2005, date à laquelle elle est remplacée par John Brattmyhr.
Lorsque le musée d'art moderne devient une administration indépendante le 1er juillet 1999, Anna-Greta Leijon en est nommée présidente. Pendant le passage de David Elliot comme conservateur du musée, elle en devient même directrice administrative, cette fonction imposant à son titulaire d'être de nationalité suédoise. Depuis 2006, Leijon est membre du jury pour la catégorie Essais du prix Auguste, et en est même présidente depuis 2007,

## Postes et fonctions
- Parlementaire 1974–1990
- Ministre adjointe à l'Emploi 1973–1976
- Ministre de l'Emploi 1982–1987
- Ministre de la Justice 1987–1988
- Présidente de la commission des finances de l'assemblée 1988-1990
- Directrice de l'institut des conditions de travail 1992–1994
- Présidente de Sveriges Television 1994–2000
- Directrice du musée de Skansen 1995–2005
- Présidente du musée d'art moderne 1999-2008

## Divers
- Anna-Greta Leijon, Anders Leion (son concubin de 1964 à 1970[7]) et sa fille Britta Lejon écrivent chacun leur nom d'une façon différente[8].
- L'écrivain et journaliste politique Anders Isaksson a spéculé qu'Anna-Greta Leijon aurait pu devenir la première femme à occuper le poste de premier secrétaire du parti social-démocrate si l'affaire Ebbe Carlsson n'avait pas éclaté[9]. L'ancien premier secrétaire Sten Andersson a aussi affirmé qu'Anna-Greta Leijon était sa favorite pour succéder à Ingvar Carlsson au poste de Premier ministre[10].